# Бюльбюль, Али Турап
Али́ Тура́п Бюльбюль (тур. Ali Turap Bülbül; род. 25 января 2005) — турецкий футболист, защитник клуба «Галатасарай», выступающий на правах аренды за клуб «Умраниеспор».

## Клубная карьера
Бюльбюль — воспитанник клуба «Галатасарай». 11 января 2024 года в матче против «Сивасспора» он дебютировал в турецкой Суперлиге. 

## Международная карьера
В 2022 году в составе юношеской сборной Турции Бюльбюль принял участие в юношеском чемпионате Европы в Израиле. На турнире он сыграл в матчах против команд Испании, Сербии и Бельгии. 